# Spomenik ljudskim junakom, Peking
Spomenik ljudskim junakom (kitajsko: 人民英雄纪念碑; pinjin: Rénmín Yīngxióng Jìniànbēi) je desetnadstropni obelisk, postavljen kot nacionalni spomenik Kitajske mučenikom revolucionarnega boja v 19. in 20. stoletju. Stoji na južnem delu Trga nebeškega miru v Pekingu, pred Mao Cetungovim mavzolejem. Obelisk je bil zgrajen v skladu z resolucijo prvega plenarnega zasedanja Kitajske ljudske politične posvetovalne konference, sprejeto 30. novembra 1949, gradnja pa je trajala od avgusta 1952 do maja 1958. Arhitekt spomenika je bil Liang Sičeng, nekatere elemente pa je zasnovala njegova žena Lin Huijin. Pri uresničitvi končnega izdelka je imel ključno vlogo tudi gradbeni inženir Čen Džide (陈志德).
Spomenik je visok 37,94 metra in se razteza od juga proti severu, od spodaj navzgor, tako da zajema podstavek, velikanski podstavek, telo podstavka, vrh spomenika in podstavek, v katerega je vdelanih osem velikih in dva majhna reliefa, vse na temo pomembnih dogodkov moderne kitajske zgodovine. Osrednji kamen stele je vzet z gore Laošan v Čingdauu, na sprednji strani pa je ročno napisal predsednik kitajske komunistične partije Mao Cetung in napis Mao in premier Džov Enlaj na hrbtni strani. Od izgradnje je bil spomenik večkrat popravljen, leta 1961 pa je bil Spomenik ljudskim junakom uvrščen na seznam pomembne kulturne dediščine pod zaščito na nacionalni ravni.

## Zgodovina

### Priprava
Po osvoboditvi Beipinga septembra 1949 je Kitajska ljudska politična posvetovalna konferenca na prvem plenarnem zasedanju sklenila, da se zgradi spomenik mučenikom. Sprva sta bili predlagani lokaciji trg Babaošan in Dongdan, vendar je bil na koncu izbran Trg nebeškega miru. Delegati, ki so sprejeli odločitev, so menili, da je revolucionarna tradicija gibanja 4. maja prisotna pred Trgom nebeškega miru in da bi bilo primerno, da ljudje pridejo in se poklonijo. Konferenca je sprejela tudi napis na spomeniku, ki ga je napisal Mao Cetung.
24. septembra 1949 je uslužbenec CPPCC v Liuličangu našel graverja Čen Džidžinga in pri njem naročil bakren spomenik iz lapis lazulija za polaganje temeljnega kamna. Podstavek je bil visok 60 cm, telo spomenika 1,5 m, široko 60 cm in debelo 1,25 m. 25. septembra je uslužbenec Čen Džidžingu in njegovemu bratu izročil napis na spomeniku. Spomenik je bil dokončan 29. septembra. Drugi dan je na Trgu nebeškega miru potekala slovesnost ob polaganju temeljnega kamna za spomenik, na kateri so bili prisotni vsi predstavniki prvega CPPCC. Temeljni kamen je položil vojaški orkester Ljudske osvobodilne vojske, ki je zaigral Pohod prostovoljcev in vetrne zvončke, nakar je Mao Cetung prebral napis na spomeniku. Nato so vsi delegati in člani CPPCC zasuli zemljo.
Kmalu zatem je Pekinška občinska urbanistična komisija zbrala predloge za načrte z vse države. Do leta 1951 je odbor v enoletnem obdobju razpisa prejel skupno več kot 140 predlogov za načrte. Te načrte lahko na splošno razdelimo v tri vrste – ravne na tleh, orjaške skulpture ali visoke spomenike. Oblike spomenikov vključujejo obeliske, monumentalne stebre in starodavne kitajske spomenike. Te načrte je odbor dokončno oblikoval in niso bili sprejeti. Odbor se je odločil, da mora biti spomenik visok in da mora imeti besedilo le ena od obeh strani spomenika, druga stran pa je začasno prazna, zato so predsednika Mao Cetunga prosili, naj napiše besede »Ljudski junaki za vedno«, Peng Džena pa, naj premierja Džov Enlaja prosi, naj napiše napis, ki ga je prej napisal Mao Cetung na drugi strani spomenika. Po tem se je Odbor za urbanistično načrtovanje navdihnil s spomenikom Vanšoušan Kunming Lake v Poletni palači in spomenikom Čiongdao Čunjin v Beihaiju ter oblikoval izvedljivo zasnovo, ki bi jo bilo mogoče sčasoma zgraditi, vendar tema za vrh spomenika takrat še ni bila določena.

## Gradnja
Maja 1952 je bil uradno ustanovljen Odbor za izgradnjo spomenika ljudskim herojem. Vodil ga je Peng Džen, Dženg Dženduo in Liang Sičeng sta bila namestnika direktorja, šue Zidženg pa je bil generalni sekretar. Celoten odbor za gradnjo spomenika ljudskim herojem ima štiri specializirane odbore, in sicer:
- Odbor za gradnjo: člani so Dženg Šjaošje, Liu Guanan, Džong Sen, Džang Šjangfai, Vu Liušeng.
- Odbor za arhitekturno oblikovanje: člani so Džuang Džun, Jang Tingbao, Dženg Dženduo, Džang Bo, Džu Džaošue, Džao Džengdži, Lin Huijin, Mo Zongdžjang, Vu Liangjong, Vang Džaoven, Čen Džšjxiang. Poleg tega so bili prisotni Xue Zizheng, Wu Huaqing, Liang Sijing. Liang Sicheng je bil sklicatelj.
- Specializirani odbor za strukturno načrtovanje: člani so Yang Kuanlin, Chen Zhizhong, Chen Liangsheng, Mao Yisheng, Cai Fangyin, Lin Shibe, Chen Zhide, Bian Weide, Wang Mingzhi. Skrbnik je Zhu Zhaoxue.
- Odbor za kiparstvo in slikarstvo: člani so Fan Wenlan, Liu Dainian, Rong Mengyuan, Zheng Zhenduo, Wang Yeqiu, Jiang Feng, Wang Zhenwen, Chen Yi, Mu Chuhuang, Pei Tong. Skrbnik je Fan Wenlan.

Sredi julija 1952 je odbor za zgodovinsko gradivo predlagal temo programa bas reliefov. Načrt je bil sestavljen iz devetih panojev, ki so sprva vključevali gorovje Džingang, boksarski upor, Pingšinguan, Sanjuanli, gverilsko vojskovanje in Dolgi pohod, vendar ustrezne teme takrat še niso bile dokončno določene.
1. avgusta 1952 se je uradno začela gradnja spomenika ljudskim junakom. Kamniti spomenik izkop z gore Laošan, ravnanje z dnom brezšivnih jeklenih cevi, z jekleno vrvjo in tremi traktorji, priključenimi na gore z železniške postaje Čingdao, je potekalo gladko. Železniški oddelek je iz majhne hidroelektrarne Fengman pripravil prevoz vlaka, ki lahko prevaža 90 ton. 13. oktobra 1953 je bil kamen prepeljan na železniško postajo Šidžimen. Odbor je nato spremenil zasnovo spomenika z juga proti severu na sever-jug, da bi racionaliziral postavitev lokacije za poznejše dogodke. 6. in 7. marca 1955 je bila zaključena postavitev obeh spomenikov z dvema žerjavoma s skupno nosilnostjo 30 ton v kombinaciji z jermenico in visokim dvigalom. Potem ko je vojska povečala ročno napisana znaka Mao Cetunga in Džov Enlaja s fotografiranjem, je Liu Kaičiu popravil neravnine, ki so nastale zaradi povečave, in jih nato dal kamnosekom, da so jih obrisali in vgravirali na osrednji kamen spomenika. Kamnosek je z visokotlačno vodno pištolo poškropil mineralni pesek in vklesal napis, po končanem rezbarjenju pa ga je pozlatil in končno uspešno zaključil obdelavo osrednjega kamna spomenika.
Gradnja spomenika se je med letoma 1952 in 1954 upočasnila zaradi neuspeha pri dokončanju ključnih načrtov za vrh spomenika in reliefe na telesu spomenika. 6. novembra 1954 se je sestal odbor ljudske vlade Pekinške občine, ki se je dogovoril o načrtu reliefov in vrha spomenika ter potrdil, da bo vrh spomenika arhitekturni vrh, in opustil idejo o kiparskem vrhu. Bas-reliefi pa so tvorili končno različico 8 velikih in 2 majhna. Delo, povezano z reliefom, je dokončal Liu Kaiču. Do konca oktobra in začetka novembra 1956 so bili vsi bas-reliefi izdelani in do 1. avgusta 1957 nameščeni.
Spomenik ljudskim herojem je bil uradno dokončan aprila 1958 in odkrit 1. maja istega leta. Gradnja spomenika je stala skupno 405.000 juanov RMB.

## Struktura
Spomenik ljudskim junakom stoji na Trgu nebeškega miru v okrožju Dongčeng v Pekingu. Njegovo središče je 440 metrov oddaljeno od vznožja obzidja Trga nebeškega miru. Spomenik leži na jugu in je obrnjen proti severu. Zavzema površino 3000 kvadratnih metrov in je visok 37,94 metra. Celoten spomenik je zgrajen iz 13.000 kosov granita in alabastra.
Na podstavku plošče so ogromni bas reliefi, ki prikazujejo osem glavnih revolucionarnih epizod, ki jih je mogoče brati v kronološkem vrstnem redu v smeri urinega kazalca od vzhoda:
- Uničenje opija pri Humenu (1839) pred prvo opijsko vojno
- Upor Džintian, katalizator revolucije Taiping (1851)
- Upor Vučang, katalizator revolucije Šinhaj (1911)
- Gibanje 4. maja (1919)
- Gibanje 30. maja (1925)
- Upor Nančang (1927)
- Vojna upora proti Japonski (1931–1945)
- Kampanja za prečkanje reke Jangce v kitajski državljanski vojni (1949)

Na sprednji strani spomenika je napis z rokopisom Mao Cetunga, ki se glasi: »Večna slava ljudskim junakom!« (kitajsko: 人民英雄永垂不朽; pinjin: Rénmín yīngxióng yǒngchuí bùxiǔ).
Na hrbtni strani spomenika je epitaf, ki ga je napisal Džov Enlaj:
Nesmrtna slava ljudskim junakom, ki so v zadnjih treh letih položili svoja življenja v ljudski osvobodilni vojni in ljudski revoluciji!
Nesmrtna slava ljudskim junakom, ki so v zadnjih tridesetih letih položili svoja življenja v ljudski osvobodilni vojni in ljudski revoluciji!

Nesmrtna slava ljudskim junakom, ki so od leta 1840 dali svoja življenja v številnih bojih za odpor proti sovražniku, domačemu in zunanjemu, da bi si prizadevali za neodvisnost naroda in svobodo ljudstva!
Časovni okvir od 1840-ih je bil namenjen zajemanju moderne kitajske zgodovine, začenši z opijskimi vojnami, s čimer je obdobje od 1840-ih do 1940-ih uokvirjeno kot protiimperialistično in revolucionarno stoletje.